# Odobènids
Els odobènids (Odobenidae) són una família de mamífers carnívors que tenen un sol representant vivent, la morsa, i un registre fòssil que es remunta al Miocè inferior. Els ullals característics de la morsa són un caràcter exclusiu d'un sol llinatge d'odobènids. Les quatre sinapomorfies que diferencien els odobènids dels seus parents propers són l'arcbotant pterigoide ample i gruixut; el cíngol del protocon de la quarta premolar superior (P4) robust i situat en posició posterolingual amb el marge posterior convex; l'absència del talònid en la primera molar superior (M1); i els calcanis dotats d'una tuberositat medial prominent.